# Typhochrestus spatulatus
Typhochrestus spatulatus là một loài nhện trong họ Linyphiidae.
Loài này thuộc chi Typhochrestus. Typhochrestus spatulatus được Robert Bosmans miêu tả năm 1990.